# Birna vas
Birna vas este o localitate din comuna Sevnica, Slovenia, cu o populație de 66 de locuitori.